# Bolliger & Mabillard

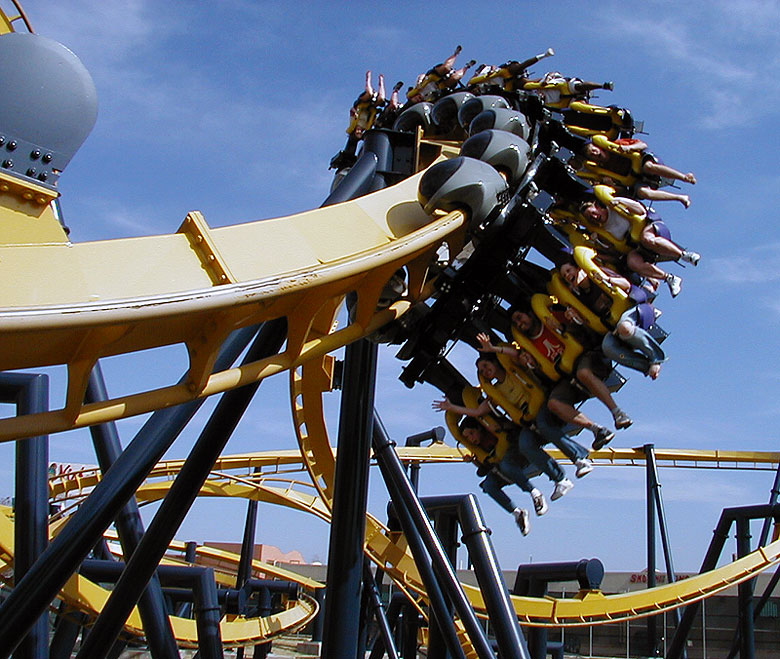
De omgekeerde achtbaan Batman: The Ride

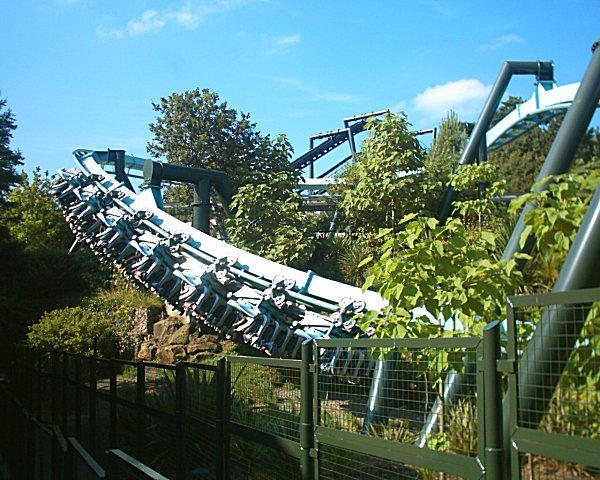
De vliegende achtbaan Galactica

Bolliger & Mabillard (B&M) is een Zwitserse achtbaanbouwer. B&M produceert enkel stalen achtbanen. Het is gesticht in 1988 door Walter Bolliger en Claude Mabillard. Het bedrijf heeft sinds zijn ontstaan enkele belangrijke innovaties in de achtbaanwereld gerealiseerd. Zo bouwde Bolliger & Mabillard de eerste omgekeerde achtbaan ter wereld die opende in 1992.
Het bedrijf maakt de volgende soorten achtbanen:
- Omgekeerde achtbaan: Achtbaan met trein onderaan de rails zonder vloer, dus met loshangende benen (ontwikkeld door B&M zelf).
- Vloerloze achtbaan: Achtbaan met bodemloze treinen, de rails bevinden zich onder de trein.
- Hyper coaster: Achtbanen met een hoogte van minimaal 60 en maximaal 99 meter, zonder inversies. Hoofddoel is veel airtime en snelheid ontwikkelen.
- Vliegende achtbaan: Achtbaan waarbij de passagiers in liggen en kunnen zweven doordat de trein zowel boven als onderaan de track kan rijden.
- Staande achtbaan: Een achtbaan waarin de passagiers rechtstaan.
- Zittende achtbaan: Klassieke achtbaan met inversies
- Duikachtbaan: Achtbaan met verticale val naar beneden. B&M noemt dit model Diving Machine.
- Wing Coaster: Dit is het nieuwste type waarvoor de eerste achtbaan geïnstalleerd werd in 2011 in Gardaland, Italië. Hierbij neemt men langs elke kant van de baan per twee plaats en hangen de benen los. Als passagier bevindt men zich dus naast de baan en niet erop.
- Surf Coaster sea world Orlando

B&M heeft ook enkele wereldrecords op haar naam staan. Zo heeft het onder andere de langste omgekeerde achtbaan, de langste staande achtbaan (Riddler's Revenge), de hoogste Giga achtbaan (Fury 325) geproduceerd.

## Geschiedenis
Walter Bolliger & Claude Mabillard zijn samen begonnen bij het bedrijf Giovanola, een attractieproducent die ritsystemen leverde voor onder andere Intamin AG. Tijdens hun tijd bij Giovanola hielpen zij met het ontwerpen van de eerste Stand-Up achtbaan van het bedrijf, Shockwave in Six Flags Magic Mountain.
Hoewel Bolliger & Mabillard in 1987, door een verandering van management, het bedrijf verlieten bleef Giovanola het baanontwerp nog enkele jaren gebruiken voor Goliath in Six Flags Magic Mountain en Titan in Six Flags Over Texas. Beiden banen hebben een baantype dat lijkt op de huidige baansystemen van B&M.
Samen richtten zij in 1988 een eigen bedrijf op en gebruikten zij hun eigen achternamen voor de nieuwe onderneming: Bolliger & Mabillard (B&M). Tijdens de oprichting werd ermee ingestemd dat men zich ging richten op achtbanen en geen amusementsattracties zou gaan ontwikkelen. Men had twee tekenaars in dienst en om de werkdruk te verlichten vanwege een aanvraag vanuit Six Flags werden twee tekenaars toegevoegd aan het personeelsbestand. Echter ontstond bij B&M het probleem dat het bedrijf zich het toegespitste op het ontwerpen van achtbanen en niet op het produceren ervan.
De oplossing van dit probleem werd gevonden in een bedrijf in de Amerikaanse staat Ohio. Clermont Steel Fabricators had al meerdere baandelen geleverd voor Kings Island en Six Flags Great America. Tijdens een bezoek door Walter Bolliger werd er gevraagd of het bedrijf interesse had in de productie van de baan voor Six Flags. Er werd een akkoord gesloten en het werd voor B&M mogelijk zijn eerste achtbaan te produceren en te bouwen. De baan opende in Six Flags Great America en daarmee was in 1990 de eerste achtbaan van B&M een feit. Twee jaar later, in 1992, produceerde B&M eveneens een achtbaan voor Six Flags Great America, Batman: The Ride, 's werelds eerste omgekeerde achtbaan en B&M op de kaart zette in de achtbanenindustrie.
De ontwikkeling van nieuwe type achtbanen volgde in hoog tempo en ontwikkelde men ook de Floorless Coaster en Dive Coaster. Hoewel het bedrijf zich niet had gespecialiseerd in lanceerachtbanen, opende in Islands of Adventure toch The Incredible Hulk. In 2010 onthulde B&M een Wing Coaster in het Italiaanse Gardaland. Hierbij zitten de passagiers aan de zijkant van de achtbaan in plaats van erop zoals gebruikelijk. In 2015 opende B&M zijn eerste B&M in eigen huis ontwikkelde Launched Wing Coaster in Holiday World; Thunderbird.
In 2010 telde B&M in totaal twaalf ingenieurs & veertien tekenaars. Hoewel het bedrijf zich hoofdzakelijk toespitst op het ontwikkelen van achtbaan levert men tegenwoordig ook andere producten. Zo bouwde het bedrijf de treinen voor Psyclone, een nu afgebroken achtbaan in Six Flags Magic Mountain. De treinen werden hierna nog gebruikt op de eveneens afgebroken achtbaan Colossus van het hetzelfde park. B&M leverde in 2013 nieuwe treinen voor Steel Dragon 2000.
Vanaf 2012 heeft Bolliger & Mabillard wereldwijd 111 opererende achtbanen waarvan 22 achtbanen zijn genoteerd bij de Amusement Today Golden Ticket Awards Top 50 Steel Coasters List voor 2012. Hiervan staan 5 achtbanen in de top 10.

## Kenmerken
Bolliger & Mabillard produceert op dit moment negen verschillende achtbaanmodellen. Sinds het beginstadium van het bedrijf heeft men zich gericht op het ontwikkelen van nieuwe technologieën en concepten. Werner Stengel heeft als ingenieur veel voor het bedrijf betekend samen met vele ontwerpers en het management van de themaparken.

### Liftheuvel
Veel Bolliger & Mabillard achtbanen hebben een element dat bekend staat als een "pre-drop", een korte drop na de top van de liftheuvel en vóór het begin van de daadwerkelijke achtbaan. Dit stuk achtbaan is ontworpen om de liftketting te ontlasten van ongewenste stress. Het vlakke stuk na de pre-drop zorgt dat het gewicht van de trein niet rust op de liftketting waardoor spanningen in de liftketting verminderd worden.
Vele achtbanen zonder pre-drop hebben de neiging om aan de liftketting te trekken doordat het voorste gedeelte van de trein al begint te dalen terwijl het achterste gedeelte nog steeds wordt opgetild door de liftketting. De pre-drop elementen zijn niet gebruikt in Dive & Flying coasters van het bedrijf. Ook hebben alle Hyper Coaster na 1999 geen pre-drop meer. OzIris in Parc Astérix was de eerste Inverted Coaster van B&M zonder pre-drop. Sindsdien is het bedrijf gestopt met het gebruiken van de pre-drop. Bij nieuwe achtbanen accelereert de liftketting nadat de trein de top heeft bereikt waardoor de zwaartekracht het gewicht sneller overneemt en stress wordt verminderd.

### Treinen
De meeste achtbanen van B&M maken gebruik van treinen met vier stoelen naast elkaar. Elk deel van de trein, zogenaamde coach, bevat één rij met vier stoelen terwijl de lengte van de trein, het aantal coaches, kan variëren. Alle modellen van het bedrijf, met uitzondering van de Dive Coaster en Wing Coaster maken gebruik van deze samenstelling. De Dive Coaster maakt gebruik van zes, acht of tien stoelen naast elkaar en variërend in twee of drie rijen stoelen. Griffon in Busch Gardens Williamsburg heeft bijvoorbeeld tien stoelen in drie rijen terwijl Baron 1898 in Efteling zes stoelen heeft in drie rijen.
Bij recentere Hyper Coasters heeft B&M een nieuw treinontwerp gebruikt waarbij de stoelen in een zogenaamde V-vorm staan. De stoelen bevinden zich in twee rijen op één coach waarbij elke rij uit twee stoelen bestaat. Deze treinen zijn onder andere gebruikt op Shambhala: Expedicón al Himalaya in PortAventura. In 2013 bracht het bedrijf een nieuw treinontwerp naar buiten met twee rijen met twee stoelen maar niet in V-formatie.
Alle B&M Hyper Coasters maken gebruik van een lapbar in de vorm van een T of ook wel een "clamshell"-beugel genoemd. Deze bestaat uit een lapbar met een gedempte ronde beugel met twee handvatten waaraan men zich kan vasthouden. Dit type beugel maakt geen gebruik van veiligheidsgordels. Er is een uitzondering op Behemoth en Leviathan in Canada's Wonderland, Diamondback in Kings Island en Intimidator in Carowinds. B&M maakt ook gebruik van "over-the-shoulder"-beugel waarbij men vast wordt gezet met een beugel die op de schouders rust. Deze beugel maakt wel gebruik van veiligheidsgordels en wordt toegepast op de Dive, Inverted, Sit-down, Flying, Floorless, Stand-up en Wing-coasters van het bedrijf.

### Baanontwerp
Een opvallend kenmerk van de achtbanen van Bolliger & Mabillard is de vorm van de achtbaanrails. De looppijpen van de achtbaan zijn verbonden met een wervelkolom in de vorm van een koker. Dit in plaats van de veel voorkomende cirkelvormige rug die door vele andere producenten wordt gebruikt. Door de kenmerkende achtbaan vorm produceren de treinen in de baan een uniek geluid dat vrijwel bij elke B&M achtbaan aanwezig is. Enkele achtbanen, zoals Gatekeeper in Cedar Point, zijn gevuld met zand om deze geluiden te reduceren.
Afhankelijk van het model verschilt de spoorbreedte door het gewicht van de trein. Modellen zoals de Flying, Wing en Dive Coaster hebben zwaardere treinen welke een grotere baangrootte vereisen.

### Remmen
Al jarenlang maakt B&M gebruik van drie typen remmen; frictie, magnetisch en water.

#### Frictie-remmen
Tijdens de oprichting van B&M was de lineaire magnetische wervelrem nog in ontwikkeling en werd de frictierem als hoofdremsysteem gebruikt welke werken op pneumatische systemen. Onder de trein zijn zogenaamde rempads aangebracht welke contact maken met de stalen klauwen van de remblokken. De remklauwen zorgen voor een wrijving tussen de rempads en de klauw waardoor de trein afremt.
In 1993 werden deze remmen ook toegepast als trimrem op Kumba waarbij deze de trein afremmen wanneer deze te snel door het parcours gaat waardoor de rit mogelijk onprettig wordt.

#### Magnetische-remmen
De magnetische remmen werden voor het eerst gebruikt bij Nitro in Six Flags Great Adventure in 2001. Magnetische remmen vertragen de trein vele malen sneller dan frictie-remmen en bijna alle achtbanen die gebouwd zijn na 2001 bevatten ten minste één set magnetische remmen. De remmen maken geen contact met de trein maar zorgen met een magnetisch veld voor een afremmend effect. Onder de trein bevinden zich vinnen welke zich door magneten heen bewegen waardoor de trein afremt. Op sommige modellen is het principe omgedraaid zoals Baron 1898 in de Efteling of Krake in Heide Park. De nieuwste achtbanen van het bedrijf bevatten meerdere sets magnetische remmen en waardoor het aantal frictie-remmen gereduceerd wordt. Hierdoor nemen onderhoudskosten af omdat magnetische remmen geen slijtage vertonen.
Magnetische remmen worden hedendaags ook vaak gebruikt als alternatieve trimrem op B&M-achtbanen zoals Leviatian in Canada's Wonderland.

#### Waterremmen
Waterremmen werden voor het eerst geïntroduceerd op SheiKra in Busch Gardens Tampa Bay in 2005. Waterremmen worden ingezet als extra special effect op B&M-achtbanen met als bijkomend effect de snelheid van de trein afneemt. Speciale waterscheppen onder de trein maken contact met een wateroppervlak waardoor de trein een metershoog spoor van water meeneemt. De inzittende merken niks van dit watereffect want de scheppen bevinden zich immers achter de laatste inzittende.

## Achtbanen gebouwd door Bolliger & Mabillard

### Verenigde Staten
| Naam                                            | Type                                        | Park                                                       | Geopend                          |
| ----------------------------------------------- | ------------------------------------------- | ---------------------------------------------------------- | -------------------------------- |
| Batman: The Ride                                | Omgekeerde achtbaan                         | Six Flags Great America                                    | 1992                             |
| Vortex                                          | Staande achtbaan                            | Carowinds                                                  | 1992                             |
| Batman: The Ride                                | Omgekeerde achtbaan                         | Six Flags Great Adventure                                  | 1993                             |
| Flight Deck Vroeger Top Gun                     | Omgekeerde achtbaan                         | California's Great America                                 | 1993                             |
| Kumba                                           | Zittende achtbaan                           | Busch Gardens Tampa                                        | 1993                             |
| Batman: The Ride                                | Omgekeerde achtbaan                         | Six Flags Magic Mountain                                   | 1994                             |
| Raptor                                          | Omgekeerde achtbaan                         | Cedar Point                                                | 1994                             |
| Batman: The Ride                                | Omgekeerde achtbaan                         | Six Flags St. Louis                                        | 1995                             |
| Montu                                           | Omgekeerde achtbaan                         | Busch Gardens Tampa                                        | 1996                             |
| Alpengeist                                      | Omgekeerde achtbaan                         | Busch Gardens Williamsburg                                 | 1997                             |
| Batman: The Ride                                | Omgekeerde achtbaan                         | Six Flags Over Georgia                                     | 1997                             |
| Great Bear                                      | Omgekeerde achtbaan                         | Hersheypark                                                | 1998                             |
| Great White                                     | Omgekeerde achtbaan                         | SeaWorld San Antonio                                       | 1998                             |
| Riddler's Revenge                               | Staande achtbaan                            | Six Flags Magic Mountain                                   | 1998                             |
| Afterburn Vroeger Top Gun - The Jet Coaster     | Omgekeerde achtbaan                         | Carowinds                                                  | 1999                             |
| Bizarro Vroeger Medusa                          | Vloerloze achtbaan                          | Six Flags Great Adventure                                  | 1999                             |
| The Incredible Hulk                             | Zittende achtbaan                           | Islands of Adventure                                       | 1999                             |
| Dragon Challenge Vroeger Dueling Dragons        | Omgekeerde achtbanen                        | Islands of Adventure                                       | 1999                             |
| Batman: The Ride                                | Omgekeerde achtbaan                         | Six Flags Over Texas                                       | 1999                             |
| Raging Bull                                     | Mega Coaster                                | Six Flags Great America                                    | 1999                             |
| Georgia Scorcher                                | Staande achtbaan                            | Six Flags Over Georgia                                     | 1999                             |
| Apollo's Chariot                                | Mega Coaster                                | Busch Gardens Williamsburg                                 | 1999                             |
| Kraken                                          | Vloerloze achtbaan                          | SeaWorld Orlando                                           | 2000                             |
| Medusa                                          | Vloerloze achtbaan                          | Six Flags Discovery Kingdom                                | 2000                             |
| Superman: Krypton Coaster                       | Vloerloze achtbaan                          | Six Flags Fiesta Texas                                     | 2000                             |
| Nitro                                           | Mega Coaster                                | Six Flags Great Adventure                                  | 2001                             |
| Talon                                           | Omgekeerde achtbaan                         | Dorney Park & Wildwater Kingdom                            | 2001                             |
| Wildfire                                        | Zittende achtbaan                           | Silver Dollar City                                         | 2001                             |
| Batman: The Dark Knight                         | Vloerloze achtbaan                          | Six Flags New England                                      | 2002                             |
| Superman: Ultimate Flight                       | Vliegende achtbaan                          | Six Flags Over Georgia                                     | 2002                             |
| Scream!                                         | Vloerloze achtbaan                          | Six Flags Magic Mountain                                   | 2003                             |
| Superman: Ultimate Flight                       | Vliegende achtbaan                          | Six Flags Great America                                    | 2003                             |
| Superman: Ultimate Flight                       | Vliegende achtbaan                          | Six Flags Great Adventure                                  | 2003                             |
| Silver Bullet                                   | Omgekeerde achtbaan                         | Knott's Berry Farm                                         | 2004                             |
| Hydra the Revenge                               | Vloerloze achtbaan                          | Dorney Park & Wildwater Kingdom                            | 2005                             |
| SheiKra                                         | Duikachtbaan                                | Busch Gardens Tampa                                        | 2005                             |
| Goliath                                         | Mega Coaster                                | Six Flags Over Georgia                                     | 2006                             |
| Patriot                                         | Omgekeerde achtbaan                         | Worlds of Fun                                              | 2006                             |
| Tatsu                                           | Vliegende achtbaan                          | Six Flags Magic Mountain                                   | 2006                             |
| Griffon                                         | Duikachtbaan                                | Busch Gardens Williamsburg                                 | 2007                             |
| Dominator Vroeger Batman: Knight Flight         | Vloerloze achtbaan                          | Kings Dominion Geauga Lake                                 | 2008 2000 tot 2007               |
| Goliath Vroeger Batman: The Ride Vroeger Gambit | Vloerloze achtbaan                          | Six Flags Fiesta Texas Six Flags New Orleans Thrill Valley | 2008 2003 tot 2005 1995 tot 2002 |
| Diamondback                                     | Mega Coaster                                | Kings Island                                               | 2009                             |
| Manta                                           | Vliegende achtbaan                          | SeaWorld Orlando                                           | 2009                             |
| Intimidator                                     | Mega Coaster                                | Carowinds                                                  | 2010                             |
| Green Lantern Vroeger Chang                     | Staande achtbaan                            | Six Flags Great Adventure Kentucky Kingdom                 | 2011 1997 tot 2009               |
| Apocalypse Vroeger Iron Wolf                    | Staande achtbaan                            | Six Flags America Six Flags Great America                  | 2012 1990 tot 2011               |
| Wild Eagle                                      | Wing Coaster                                | Dollywood                                                  | 2012                             |
| X-Flight                                        | Wing Coaster                                | Six Flags Great America                                    | 2012                             |
| Gatekeeper                                      | Wing Coaster                                | Cedar Point                                                | 2013                             |
| Banshee                                         | Omgekeerde achtbaan                         | Kings Island                                               | 2014                             |
| Rougarou Vroeger Mantis                         | Vloerloze achtbaan Vroeger Staande achtbaan | Cedar Point                                                | 2015 1996 tot 2014               |
| Thunderbird                                     | Wing Coaster                                | Holiday World & Splashin' Safari                           | 2015                             |
| Fury 325                                        | Mega Coaster                                | Carowinds                                                  | 2015                             |
| Mako                                            | Mega Coaster                                | SeaWorld Orlando                                           | 2016                             |
| Valravn                                         | Duikachtbaan                                | Cedar Point                                                | 2016                             |
| Patriot Vroeger Vortex                          | Vloerloze achtbaan Vroeger Staande achtbaan | California's Great America                                 | 2017 1991 tot 2016               |

### Elders in de wereld
| Naam                                                              | Type                | Park                                     | Land             | Geopend            |
| ----------------------------------------------------------------- | ------------------- | ---------------------------------------- | ---------------- | ------------------ |
| Diavlo                                                            | Omgekeerde achtbaan | Himeji Central Park                      | Japan            | 1994               |
| Nemesis                                                           | Omgekeerde achtbaan | Alton Towers                             | Groot-Brittannië | 1994               |
| Dragon Khan                                                       | Zittende achtbaan   | PortAventura                             | Spanje           | 1995               |
| Pyrenees                                                          | Omgekeerde achtbaan | Parque España-Shima Spain Village        | Japan            | 1997               |
| Oblivion                                                          | Duikachtbaan        | Alton Towers                             | Groot-Brittannië | 1998               |
| Katun                                                             | Omgekeerde achtbaan | Mirabilandia                             | Italië           | 2000               |
| Diving Machine G5                                                 | Duikachtbaan        | Janfusun Fancyworld                      | Taiwan           | 2000               |
| Insane Speed                                                      | Vloerloze achtbaan  | Janfusun Fancyworld                      | Taiwan           | 2001               |
| Galactica Vroeger Air                                             | Vliegende achtbaan  | Alton Towers                             | Groot-Brittannië | 2002               |
| Batman: La Fuga                                                   | Omgekeerde achtbaan | Parque Warner Madrid                     | Spanje           | 2002               |
| Silver Star                                                       | Mega Coaster        | Europa-Park                              | Duitsland        | 2002               |
| Superman: La Atracción de Acero                                   | Vloerloze achtbaan  | Parque Warner Madrid                     | Spanje           | 2002               |
| Vampire                                                           | Omgekeerde achtbaan | La Ronde                                 | Canada           | 2002               |
| Nemesis Inferno                                                   | Omgekeerde achtbaan | Thorpe Park                              | Groot-Brittannië | 2003               |
| Dæmonen                                                           | Vloerloze achtbaan  | Tivoli Gardens                           | Denemarken       | 2004               |
| Lightning                                                         | Omgekeerde achtbaan | Kuwait Entertainment City                | Koeweit          | 2004               |
| Black Mamba                                                       | Omgekeerde achtbaan | Phantasialand                            | Duitsland        | 2006               |
| Crystal Wings                                                     | Vliegende achtbaan  | Happey Valley Beijing                    | China            | 2006               |
| Goliath                                                           | Mega Coaster        | La Ronde                                 | Canada           | 2006               |
| Hollywood Dream: The Ride                                         | Mega Coaster        | Universal Studios Japan                  | Japan            | 2007               |
| Phaethon                                                          | Omgekeerde achtbaan | Gyeongju World                           | Zuid-Korea       | 2007               |
| Behemoth                                                          | Mega Coaster        | Canada's Wonderland                      | Canada           | 2008               |
| Dive Coaster                                                      | Duikachtbaan        | Chimelong Paradise                       | China            | 2008               |
| Diving Coaster                                                    | Duikachtbaan        | Happy Valley Shanghai                    | China            | 2009               |
| The Monster Vroeger Orochi                                        | Omgekeerde achtbaan | Walygator Parc Expoland                  | Frankrijk        | 2010 1996 tot 2007 |
| Hair Raiser                                                       | Vloerloze achtbaan  | Ocean Park Hong Kong                     | China            | 2011               |
| Krake                                                             | Duikachtbaan        | Heide-Park                               | Duitsland        | 2011               |
| Raptor                                                            | Wing Coaster        | Gardaland                                | Italië           | 2011               |
| Starry Sky Ripper Vroeger Sky Scrapper                            | Vliegende achtbaan  | World Joyland                            | China            | 2011               |
| Leviathan                                                         | Mega Coaster        | Canada's Wonderland                      | Canada           | 2012               |
| OzIris                                                            | Omgekeerde achtbaan | Parc Astérix                             | Frankrijk        | 2012               |
| Shambhala                                                         | Mega Coaster        | PortAventura                             | Spanje           | 2012               |
| Swarm                                                             | Wing Coaster        | Thorpe Park                              | Groot-Brittannië | 2012               |
| Nitro                                                             | Vloerloze achtbaan  | Adlabs Imagica                           | India            | 2013               |
| Parrot Coaster Vroeger Flying over the Rainforest                 | Stalen achtbaan     | Chimelong Ocean Kingdom                  | China            | 2014               |
| Flug Der Dämonen                                                  | Wing Coaster        | Heide-Park                               | Duitsland        | 2014               |
| Family Inverted Coaster                                           | Omgekeerde achtbaan | Happy Valley Shanghai                    | China            | 2014               |
| Harpy                                                             | Vliegende achtbaan  | Xishuangbanna Theme Park                 | China            | 2015               |
| Acrobat                                                           | Vliegende achtbaan  | Nagashima Spa Land                       | Japan            | 2015               |
| Oblivion: The Black Hole                                          | Duikachtbaan        | Gardaland                                | Italië           | 2015               |
| Baron 1898                                                        | Duikachtbaan        | Efteling                                 | Nederland        | 2015               |
| The Flying Dinosaur                                               | Vliegende achtbaan  | Universal Studios Japan                  | Japan            | 2016               |
| Dragon's Run Vroeger Time Machine Vroeger Led Zeppelin - The Ride | Zittende achtbaan   | Dragon Park Ha Long Freestyle Music Park | Vietnam          | 2017 2008 tot 2014 |
| Flying Wing Coaster                                               | Wing Coaster        | Happy Valley Chongqing                   | China            | 2017               |
| Draken                                                            | Duikachtbaan        | Gyeongju World                           | Zuid-Korea       | 2018               |
| Western Regions Heaven                                            | Duikachtbaan        | Happy Valley Chengdu                     | China            | 2018               |
| TBA                                                               | Wing Coaster        | Hot Go Dreamworld                        | China            | 2018               |
| TBA                                                               | Mega Coaster        | Hot Go Dreamworld                        | China            | 2018               |
| Valkyria                                                          | Duikachtbaan        | Liseberg                                 | Zweden           | 2018               |
| Family Roller Coaster                                             | Omgekeerde achtbaan | Happy Valley Beijing                     | China            | 2018               |
| Snow Peak Eagles                                                  | Wing Coaster        | Colourful Yunnan Happy World             | China            | 2018               |
| Fēnix                                                             | Wing Coaster        | Attractiepark Toverland                  | Nederland        | 2018               |
| Heaven's Wing                                                     | Wing Coaster        | Huayi Brothers Movie World               | China            | 2018               |
| Music Roller Coaster                                              | Mega Coaster        | Happy Valley Beijing                     | China            | 2019               |
| TBA                                                               | Wing Coaster        | Wanda City Wuxi                          | China            | 2019               |
| TBA                                                               | Wing Coaster        | Happy Valley Nanjing                     | China            | 2019               |
| Monster                                                           | Omgekeerde achtbaan | Gröna Lund                               | Zweden           | 2021               |